# Jugendhalle Schonnebeck

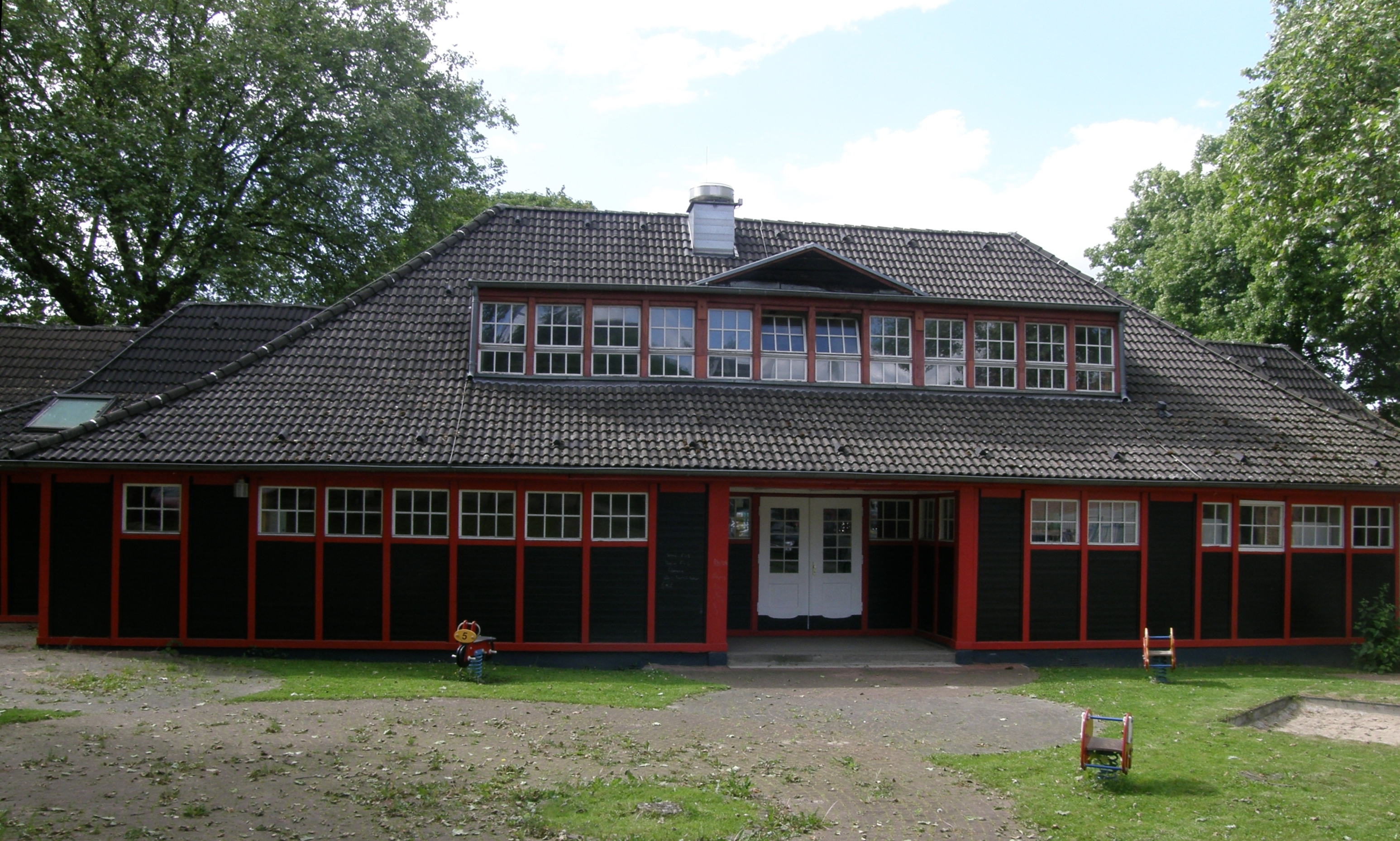
Rückseite der Werkbundhalle

Die Jugendhalle Schonnebeck ist eine Turn- und Festhalle im Essener Stadtteil Schonnebeck, die 1914 zunächst als Ausstellungsgebäude in Köln genutzt, anschließend in Essen wiederverwendet wurde und heute unter Denkmalschutz steht.

## Geschichte
Das Gebäude wurde vom Kölner Architekturbüro Schreiterer & Below als Jugendhalle im sogenannten Niederheinischen Dorf auf der Kölner Werkbundausstellung 1914 gebaut. Es war – wie viele Ausstellungsbauten – komplett aus Holz konstruiert, um nach der Ausstellung demontiert und verkauft werden zu können. So erwarb die damalige Bürgermeisterei Stoppenberg die Halle im folgenden Jahr für 28.000 Mark und ließ sie auf einem kostenlos von der Zeche Zollverein zur Verfügung gestellten Grundstück wiederaufbauen.
Die feierliche Einweihung der mit Fahnen geschmückten Halle in Schonnebeck fand am 21. Juni 1915 statt. Dazu gab es darin eine Festsitzung des Gemeinderats. Der Bürgermeister der Bürgermeisterei Stoppenberg, Carl Meyer, hielt die Begrüßungsrede.
Im Zweiten Weltkrieg wurde die Halle zur Internierung von französischen und italienischen Kriegsgefangenen genutzt. Danach wurde sie wieder als Turn- und Veranstaltungshalle – auch von der Schillerschule – genutzt, verfiel aber immer mehr. 1989 wurde sie unter Denkmalschutz gestellt, kurz darauf geschlossen und nach mehreren Jahren der Renovierung 1996 erneut eröffnet.
Heute ist die GSG Jugendhalle Schonnebeck ein stadtteilübergreifendes Begegnungs- und Veranstaltungszentrum für Jung und Alt mit Angeboten aus dem Sport- und Gesundheitsbereich. Sie wird vom Essener Sportbund betrieben und ist eine Station in der Route der Industriekultur.

## Hintergrund
Zur Zeit der Errichtung der Halle sollte Kindern und Jugendlichen besonders für die Winterzeit ein Ort geboten werden, an dem sie ihrem Bewegungsdrang nachgehen können und Spiel- sowie Betreuungsmöglichkeiten vorfinden. Im Sommer wurden eher die freie Natur und die Umgebung genutzt, im Winter jedoch sorgten beengte Platzverhältnisse in den damaligen Wohnungen und die Schichtarbeit der Väter oft für Konflikte.
Die häufig schlechte wirtschaftliche Lage der Städte und Gemeinden oder auch der Wohnungsbaugenossenschaften erlaubte es nicht, zu diesem Zweck ein festes Haus als aufwändigen Massivbau zu errichten. Mit der zerlegbaren, preisgünstig aus Holzteilen zusammengesetzten Halle stellte der Deutsche Werkbund auf seiner Ausstellung im Rahmen des von Georg Metzendorf als Mustersiedlung konzipierten Niederrheinischen Dorfs eine neue Idee vor, wie sich auch kleine Gemeinden einen eigenen Veranstaltungsort leisten konnten. Die Halle ist einer der wenigen erhaltenen Bauten der Ausstellung.
Die Konstruktion besteht aus gebogenen Brettschichtholzbindern. Das Wandsystem aus senkrechten Holzständern ist mit quer dazu verlaufenden Zwischenbrettern ausgefacht. Die senkrechten Ständer sind durch die rote Farbe besonders hervorgehoben.